# Logion
Ein Logion (altgriechisch λόγιον, Plural: Logien) bezeichnet eine schriftlich überlieferte mündliche „Äußerung“, also einen „Ausspruch“ oder „Spruch“. „Logion“ hat sich in der neutestamentlichen Wissenschaft als literarische Gattungsbezeichnung eingebürgert. Anstelle des Fremdwortes Jesuslogion werden auch die Bezeichnungen Jesuswort und Herrenwort verwendet.
Tatsächlich von Jesus stammende Logien, die in urchristlichen oder altkirchlichen Schriften, aber in keinem der vier kanonischen Evangelien überliefert sind, werden Agrapha genannt. Ein Beispiel ist der Spruch „Geben ist seliger als nehmen“ (Apg 20,35 ).
Auch das Thomasevangelium (EvThom), eine apokryphe Sammlung von Sprichworten und kurzen Dialogen, wird in 114 Logien eingeteilt. Die Gliederung des Thomasevangeliums in Logien und Verse ist ein übliches Ordnungs- und Orientierungsprinzip.